# 新名真愛
新名 真愛（しんみょう まい、1995年6月13日 - ）は、セント・フォース所属のフリーアナウンサー。

## 人物
香川県出身。中学校時代には実妹と共に日本プロゴルフ協会が主催した「PGAジュニアゴルフ教室」に参加したことがある。
香川誠陵高校を卒業後、明治大学法学部に入学。大学2年生の時に「明治ガールズコレクション」に出場、グランプリに選出された。
大学を卒業後、新卒で青森テレビに入社し、アナウンサーとなる。
うどんでおなじみの香川県出身ということで本人もうどん大好きを任じており、自身の担当番組とはなまるうどんとのコラボレーションメニューとして“味噌カレー牛乳うどん”をプロデュースし、はなまるうどん青森県限定メニューとして発売されたこともある。
2023年3月末をもって青森テレビを退社した。
2023年4月30日よりTBS NEWS(CS放送)のキャスターに就任。

## 現在の担当番組
CS放送
- TBS NEWS (CS放送) （2023年4月30日 - ）

## 過去の出演番組
- わっち!! - リポーター→MC（2020年4月 - 2023年3月）
- THE TIME, - 青森県担当中継キャスター（不定期）
- ATVニュース
- クライマックス生中継!!青森ねぶた2022 ～3年ぶりに復活!感動と熱狂の夏～（BS-TBS・2022年8月6日） - MC[10]